# Gerlachsdorf (Ottrau)
Koordinaten: 50° 48′ 4″ N, 9° 22′ 32″ O
Gerlachsdorf ist eine Wüstung in der Gemarkung von Ottrau, dem Verwaltungssitz der Gemeinde Ottrau im nordhessischen Schwalm-Eder-Kreis.
Die Siedlung lag etwa 800 m südwestlich des heutigen Ortskerns von Ottrau auf 360 m Höhe am Nordufer des nördlichen Quellbachs der Otter, etwa 400 m westlich der heutigen Landesstraße L 3157 von Berfa nach Ottrau. Der Ort war im Jahre 1449 bereits aufgegeben, aber noch 1712/13 ist der Flurname zu Gerlachsdorf erwähnt.
Zur Geschichte der Siedlung ist sehr wenig bekannt. Der Ort ist im Jahre 1323 als villa Gerlagistorf erstmals urkundlich erwähnt, als ein gewisser Volpert Nodung dortige Güter an die Herren von Linsingen verkaufte. Im Jahre 1449 verpfändeten die Herren Waltvogel und von Lüder 4 Hufen zu Gerlachsdorff, das bereits wüst lag, dem Treysaer Bürger Henne Molner, und 1463 verkaufte Hermann Molner, wohl dessen Sohn, die Güter dem Kloster Immichenhain. Die Wüstung Gerlachsdorf war noch 1453–1587 landgräflich-hessisches Lehen derer von Linsingen.